# Vadmal

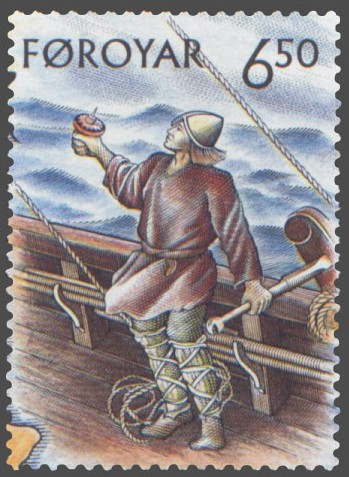
Färöische Briefmarke mit einem Wikinger mit Kleidung aus Vadmal

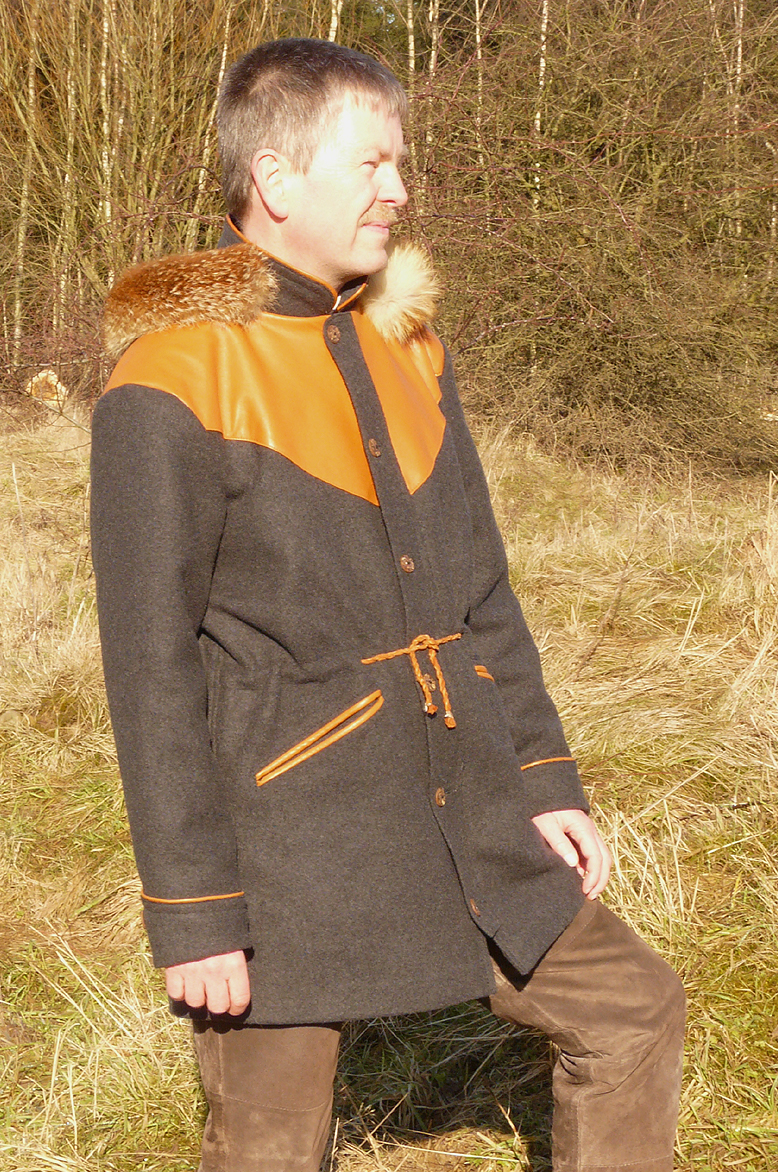
Moderne Jacke aus Vadmal im Stil der Samen

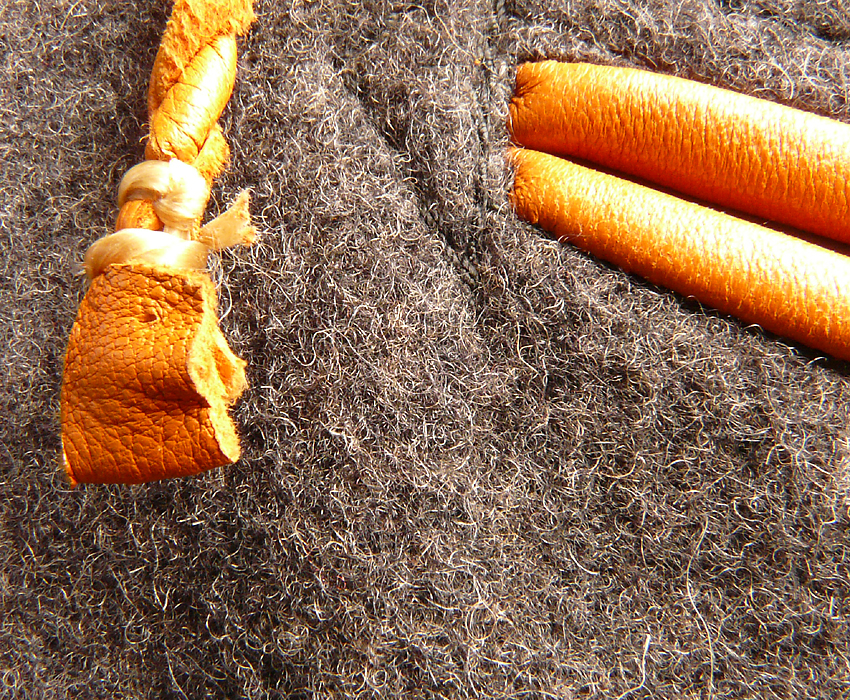
Oberfläche des Vadmal-Walkstoffes

Vadmal oder Wadmal (altnordisch vaðmál, auch walmal, vallman oder valmar) ist ein schweres Gewebe aus Schafwolle, das gewalkt wird, wodurch der Stoff strapazierfähiger, vor allem aber winddicht und wasserabweisend wird.
Das schwedische Wort Vadmal hieß ursprünglich Våd-mått, was so viel wie Tuchstück-Maß bedeutet.  Auch der isländische Name deutet auf die Verwendung als Zahlungsmittel hin, denn da „vað“ zu au̮ in „auðr“ = Reichtum (das deutsche „od“ in Kleinod) gehört, ist váð = Gewebe; „mál“ bedeutet Maß. Vaðmál ist also der abgemessene Stoff.
Jahrhundertelang waren Wollwalkstoffe in Skandinavien der wichtigste Bekleidungsstoff des Volkes, insbesondere das harte und besonders schwere Vadmal aus der ursprünglich minderwertigeren skandinavischen Wolle (wobei weiße Wolle noch besser war als schwarze). Vadmal war im skandinavischen Raum bis ins 18. Jahrhundert weit verbreitet. Vadmal wurde unter dem Namen Komisstyg von der schwedischen Armee verwendet. Für Outdoor-Aktivisten und Jäger ist das Material geeignet, auch weil es auf der Pirsch kaum Geräusche verursacht. Vor allem jedoch verwenden die Samen Vadmal zur Herstellung ihrer traditionellen Oberbekleidung Kolt.
Ein königliches Dekret hatte 1380 den Bauern das Recht verliehen, Vadmal zu handeln. Der Stoff diente z. B. in Island bis ans Ende des 17. Jahrhunderts als das hauptsächliche Zahlungsmittel, bis er durch Strickwaren verdrängt wurde. In Skandinavien wurde Vadmal im 15. Jahrhundert als Wertmaßstab im Tauschhandel mit den Samen in Lappland verwendet. Er wurde als Zeltstoff für die Koten und für die Bekleidung von Männern und Frauen, hier für das Mieder, Jacken und Röcke, in den Farben Weiß, Grau, Schwarz und Blau, verwendet.
In einigen alten norwegischen und isländischen Quellen wird Vadmal beschrieben als ein gleichseitiges Köpergewebe, das auf einem Gewichtswebstuhl in standardisierter Länge und Breite hergestellt wurde. Der Begriff wurde aber manchmal offenbar auch auf grobe Gewebe in Leinwandbindung angewendet. Erhaltene Proben von Vadmalstoffen aus Grönland und Island zeigen einen erheblichen Unterschied zwischen dem Kett- und Schussmaterial. Üblicherweise wiesen die Kettfäden einen starken Drall auf, während der Schuss weich gesponnen war. Ein Stück aus Dänemark dagegen besitzt eine weit höhere Schussdichte als Kettdichte.